# Memoriał Stanisława Szozdy

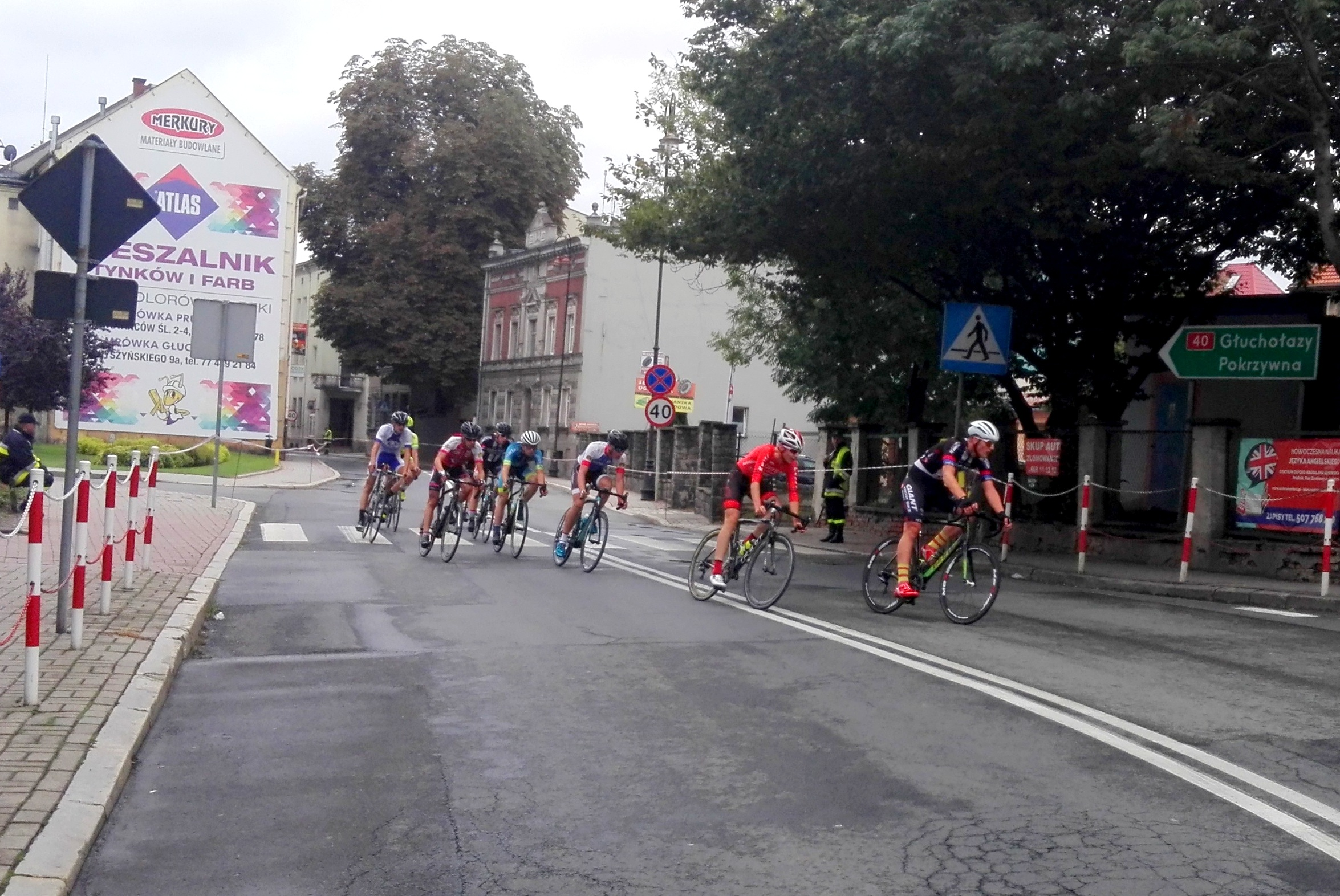
VI Memoriał Stanisława Szozdy

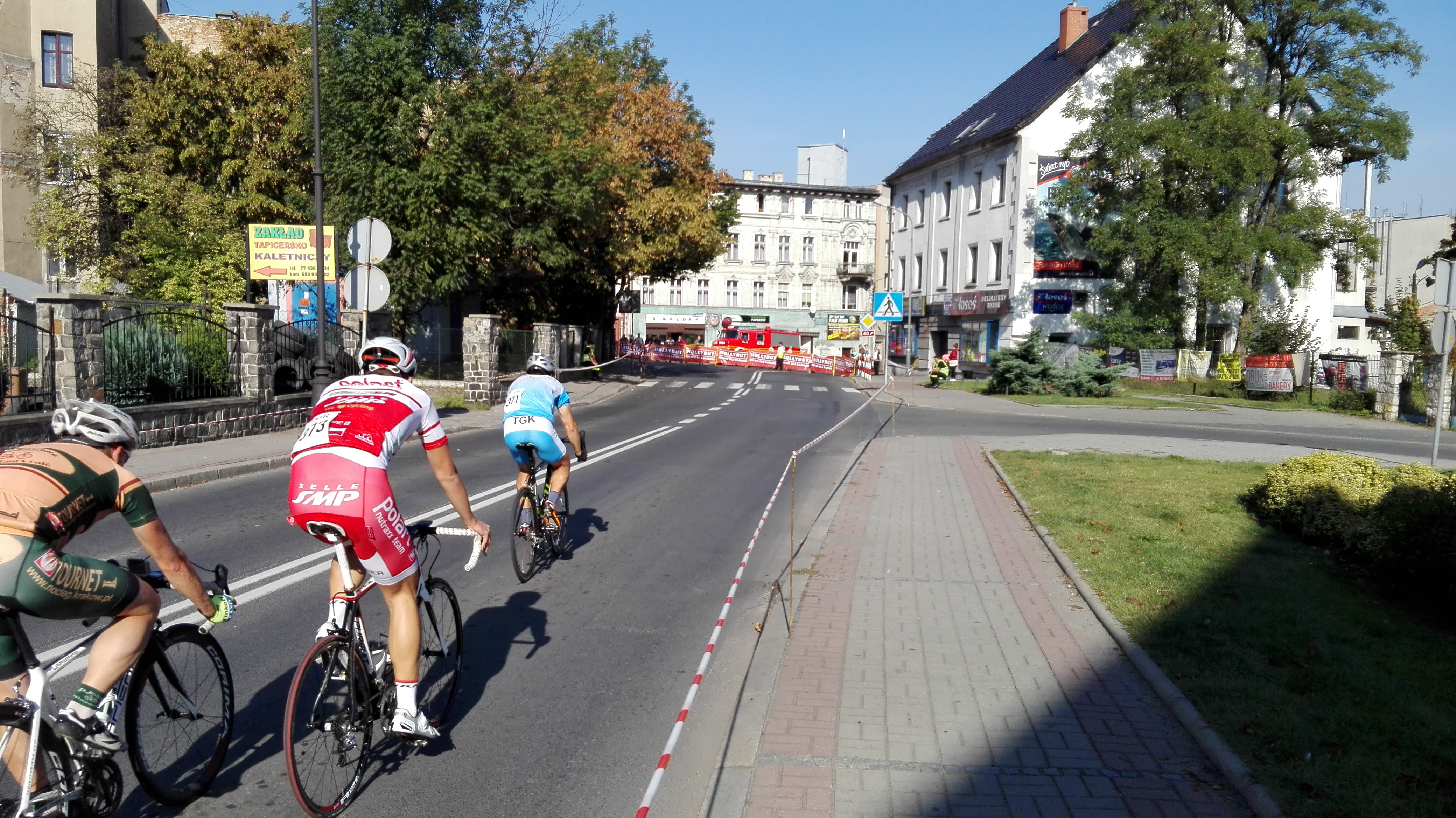
III Memoriał Stanisława Szozdy

Memoriał Stanisława Szozdy – polski jednodniowy wyścig kolarski rozgrywany w Prudniku, co roku we wrześniu, od 2014. Wyścig ten rozgrywany jest dla uczczenia pamięci Stanisława Szozdy, dwukrotnego wicemistrza olimpijskiego, pięciokrotnego medalisty mistrzostw świata oraz zwycięzcy Wyścigu Pokoju i Tour de Pologne, który mieszkał w Prudniku. Organizatorem wyścigu jest Ośrodek Sportu i Rekreacji w Prudniku.
W 2016, 2018, 2019, 2020 i 2021 wyścig stanowił finał mistrzostw Polski w kryteriach ulicznych.

## Lista zwycięzców
- 2014: Robert Radosz (BDC Team,  Polska)[7]
- 2015: Mateusz Taciak (CCC Development Team,  Polska)[8]
- 2016: Michał Paluta (CCC Development Team,  Polska)[9]
- 2017: Paweł Bernas (Domin Sport,  Polska)[10]
- 2018: Patryk Stosz (CCC Development Team,  Polska)[11]
- 2019: Bartosz Warchoł (Wibatech Merx Wrocław,  Polska)[12]
- 2020: Bartosz Rudyk (Wibatech Merx Wrocław,  Polska)[13]
- 2021: Dawid Migas (KLTC Konin,  Polska)[14]
- 2022: Mateusz Grabis (Voster ATS, Polska)[15]
- 2023: Mateusz Grabis (Voster ATS,  Polska)

## Klasyfikacja końcowa
| Rok  | Pierwsze        | Drugie              | Trzecie             |
| ---- | --------------- | ------------------- | ------------------- |
| 2014 | Robert Radosz   | Adrian Banaszek     | Mateusz Komar       |
| 2015 | Mateusz Taciak  | Josef Černý         | Łukasz Bodnar       |
| 2016 | Michał Paluta   | Andrzej Bartkiewicz | Mateusz Grabis      |
| 2017 | Paweł Bernas    | Jacek Morajko       | Andrzej Bartkiewicz |
| 2018 | Patryk Stosz    | Paweł Cieślik       | Paweł Bernas        |
| 2019 | Bartosz Warchoł | Marek Rutkiewicz    | Paweł Cieślik       |
| 2020 | Bartosz Rudyk   | Patryk Gieracki     | Marcin Zarębski     |
| 2021 | Dawid Migas     | Patryk Gieracki     | Piotr Mierzyński    |

## Edycje
| Edycja | Termin     | Dystans | Źródło |
| ------ | ---------- | ------- | ------ |
| I      | 21.09.2014 | 39 km   | [ 16 ] |
| II     | 29.08.2015 | 48 km   | [ 17 ] |
| III    | 25.09.2016 | 48 km   | [ 18 ] |
| IV     | 10.09.2017 | 48 km   | [ 10 ] |
| V      | 9.09.2018  | 48 km   | [ 19 ] |
| VI     | 8.09.2019  | 48 km   | [ 12 ] |
| VII    | 20.09.2020 | 48 km   | [ 20 ] |
| VIII   | 19.09.2021 | 48 km   | [ 21 ] |